# Kilpeck
Kilpeck (wal. Llanddewi Cil Peddeg) — miejscowość w hrabstwie Herefordshire w Wielkiej Brytanii, około 14 km na południowy zachód od Hereford.
W miejscowości znajduje się romański kościół St. Mary and St. David ufundowany około 1140. Wzniesiony został na prostym planie, złożonym z jednej nawy, prezbiterium i absydy. Znany jest przede wszystkim ze swojej dekoracji rzeźbiarskiej, obejmującej portal, zachodnie okno i konsole na zewnątrz kościoła. 
Południowy portal posiada dwa filary zewnętrzne z wężowatymi potworami, łączące się kapitelami z kolumnami, także bogato rzeźbionymi. W archiwoltach również ukazano demony oraz ptaki, zwierzęta i ornamenty. Tympanon ukazuje stylizowany motyw roślinny, zapewne Drzewo Życia.

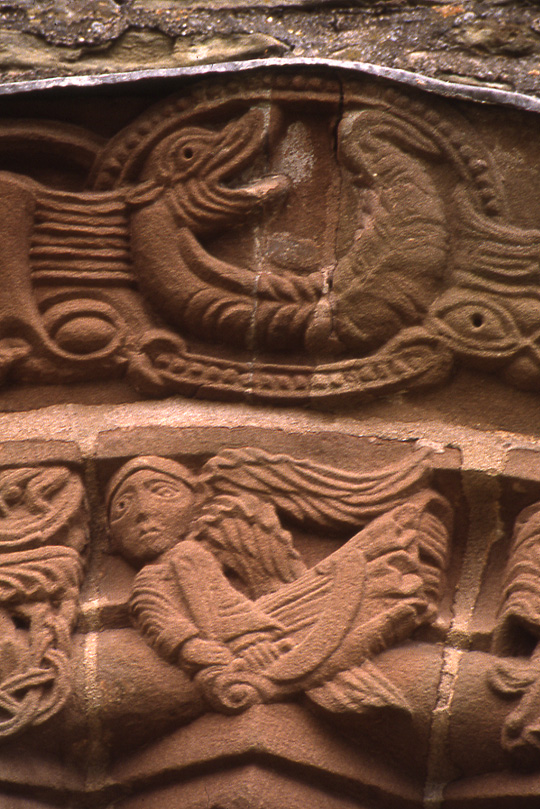
Detal archiwolt w portalu
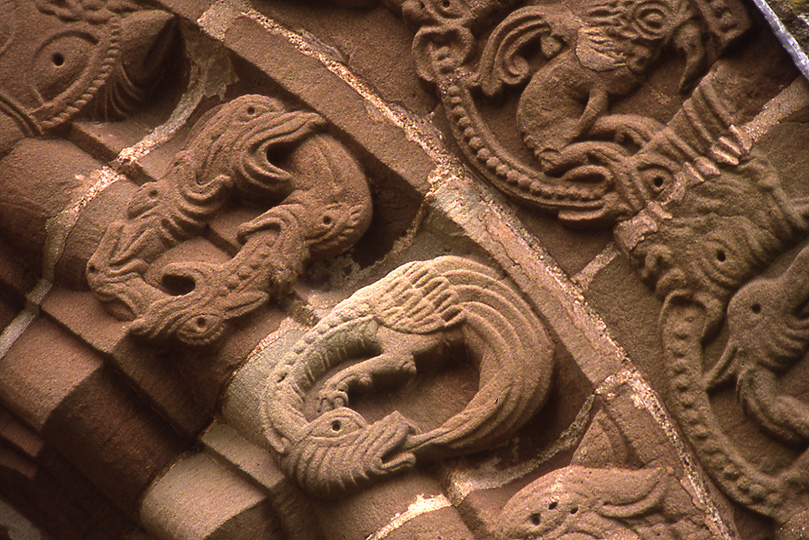
Detal archiwolt w portalu
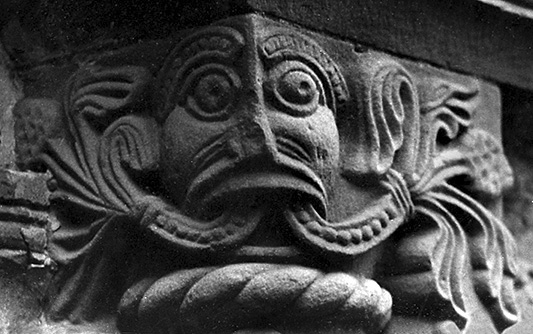
Kapitel w portalu

Z pierwotnych 91 konsoli przetrwało 85. Przedstawienia na nich wyrzeźbione przedstawiają zwierzęta, maski, potwory, twarze i inne, bliżej nieokreślone wizerunki. Wśród nich znajduje się tzw. Sheela na Gig.

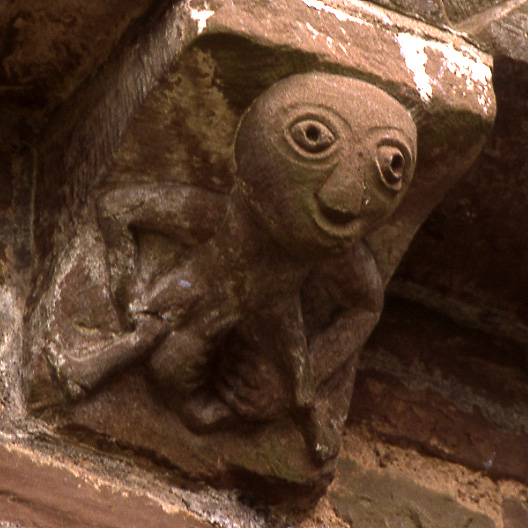
Konsola z Sheela Na Gig
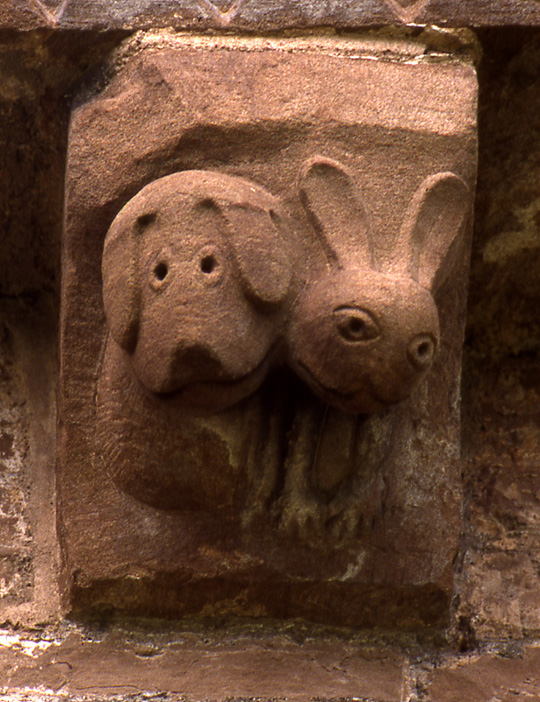
Konsola z psem i zającem
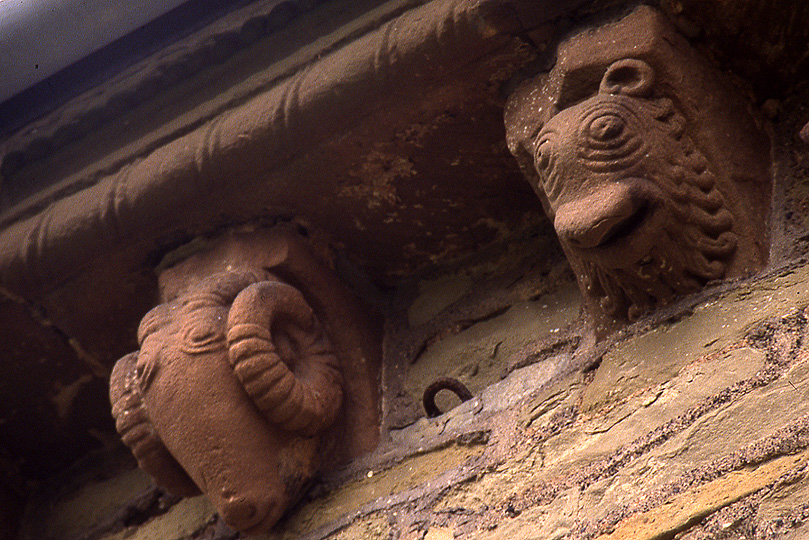
Konsole z baranem i lwem